# Dentalium adenense
Dentalium adenense är en blötdjursart som beskrevs av Ludbrook 1954. Dentalium adenense ingår i släktet Dentalium och familjen Dentaliidae. Inga underarter finns listade i Catalogue of Life.